# František Langer
František Langer, född 3 mars 1888, död 2 augusti 1965, var en tjeckisk författare.
Langer deltog som läkare i första världskriget. Motiv från tjeckernas kamp på östfronten och i Ryssland behandlas i hans berättelsesamling Järnvargen (1920) och romanen Andra kompaniets hund (1923). Tidiga noveller har samlats i Den gyllene Venus (1911, sista upplaga 1921). Langer har även framträtt med realistiska, av dåtida psykoanalys påverkade dramer Den helige Václav (1911), Millionerna (1914) och Periferien (1925). Det sistnämnda stycket, vars handling är förlagd till Prags fattigkvarter, har även uppförts i Sverige.